# (368588) Lazrek
(368588) Lazrek est un astéroïde de la ceinture principale.

## Description
(368588) Lazrek est un astéroïde de la ceinture principale. Il fut découvert le 8 septembre 2004 à Vicques (Jura) par Michel Ory. Il présente une orbite caractérisée par un demi-grand axe de 2,72 UA, une excentricité de 0,29 et une inclinaison de 17,0° par rapport à l'écliptique.

## Compléments